# Шамбре, Жорж
Жорж де Шамбре (фр. Georges, marquis de Chambray; 23 октября 1783, Париж — 7 августа 1848, там же) — маркиз, французский генерал артиллерии. Оставил труд по истории наполеоновских войн.

## Биография
Жорж де Шамбре происходил из аристократического рода в Нормандии, потомок французского адмирала маркиза Жака-Франсуа Шамбре. На военную службу вступил лейтенантом артиллерии в 1803 году. Капитаном гвардейской конной артиллерии участвовал в Русской кампании 1812 года, попал в русский плен при Березине.
В 1821 году, когда умер Наполеон Бонапарт, были переизданы бюллетени Великой армии и опубликованы рапорты французских военачальников. Однако основная масса материалов о походе в Россию хранилась в архивах. Военный министр Франции в 1821—23 годах, один из бывших маршалов Наполеона Клод-Виктор Перрен Виктор, понимая важность обобщения опыта Русской кампании, предоставил полковнику артиллерии маркизу де Шамбре возможность работать с документами архива военного министерства. В 1823 году, при участии Блессона, вышло первое издание труда Шамбре «История экспедиции в Россию» в 2 томах («Histoire de l’Expédition de Russie»).
В отличие от ранее изданных сочинений на ту же тему, труд Шамбре опирается на армейские ведомости и считается наиболее объективным и свободным от разного рода личностных моментов, которые неизбежно привносили ветераны походов Наполеона в попытках объяснить уничтожение Великой Армии в России. Шамбре приводит много цифр по численности и составу армии Наполеона в России на разных этапах кампании, на эти цифры ссылаются почти все поздние историки по наполеоновским войнам.
Также перу Шамбре принадлежит работа «Philosophie de la guerre» («Философия войны», 1827 год).